# Карл Ернст Остхаус
Карл Ернст Остхаус (нім. Karl Ernst Osthaus; нар. 15 квітня 1874, Гаґен — пом. 25 березня 1921, Мерано) — один з найвідоміших німецьких колекціонерів та меценатів початку XX століття.

## Життєпис
Остхаус народився у заможній родині. Його батько — Ернст Остхаус — був банкіром, а мати Сельма Функе походила з сім'ї фабрикантів.
Карл спершу вивчає комерцію, а потім — філософію та історію мистецтв у Берліні, Відні, Бонні і Мюнхені.
В 1898, після закінчення навчання, Остхаус повертається до Гаґену, де в 1899 одружується з Гертрудою Кольсман, дочкою текстильного фабриканта.
Після отримання величезного спадку свого діда Вільгельма Функе Остхаус вирішує зробити з рідного міста «культурну метрополію Заходу» країни, зосередивши в ньому велику колекцію культурних цінностей і шедеврів.
У планах Остхауса з'явилася ідея «Фолькванг», згідно з якою мистецтво і реальне життя мають розмовляти однією мовою, примиритися одне з одним. Її втіленням стало створення Гаґенського музею Фолькванг (нині — Музей Карла Ернста Остхауса). Будівля музею була побудована у стилі неоренесанс архітектором Карлом Герардом (1898—1902), а внутрішнє оформлення у стилі модерн належить бельгійському художнику Анрі ван де Вельде. На першому поверсі музею була розміщена природничо-наукова експозиція, на верхніх поверхах — колекція живопису і скульптури.
У музеї були зібрані твори Огюста Родена, Вільгельма Лембрука, Жоржа Мінне, П'єра-Огюста Ренуара, Вінсента ван Гога, Поля Сезанна і Поля Гогена.
Остхаус запросив до Гаґену німецьких художників Крістіана Рольфса, Яна Торн-Пріккера, Еміля Рудольфа Вайса, Міллі Стегер, де їм була надана можливість вільно, не відчуваючи матеріальної скрути, займатися мистецтвом. В 1901 були відкриті художня школа Фолькванг та Гаґенська майстерня срібла.
З ініціативи Остхауса в 1909 створено Німецький музей мистецтв у торгівлі і ремеслі (Deutsches Museum für Kunst in Handel und Gewerbe).
Він надавав субсидії архітектурним проектам, прагнучи зробити Гаген містом передового зодчества. Так виникають місто-парк Гоенгаґен з центром Гоенгоф (за проектом Анрі ван де Вельде, 1906—1908), робоче поселення Вальддорфштрассе (проект професора Ріхарда Рімершміда), місто-парк Емст.
Тут мали розміщуватися парки, музей, школа Фольксванг, колонія художників, скляна вежа архітектора Бруно Таута тощо. Над проектом також мали працювати такі майстри, як Петер Беренс, Вальтер Ґропіус, Адольф Лоос, Август Ендель.
В 1919 Остхаус публікує у видавництві Фолькванг свою книгу «Основи розвитку стилів» (нім. Grundzüge der Stilentwicklung), за яку він здобув звання почесного доктора від філософського факультету Вюрцбурзького університету. Друге таке ж звання він здобув від Рейнсько-Вестфальського технічного університету Аахена.
В 1916, під час Першої світової війни, Остхауса призвали на військову службу. Внаслідок отриманих поранень меценат помер у Швейцарії в 1921.
Після його смерті, в 1922 велика частина його збірки була продана місту Ессен, де зараз і знаходиться музей Фолькванг. Колекція Німецького музею мистецтв у торгівлі і ремеслі сьогодні зберігається у крефельдському Музеї кайзера Вільгельма.